# 1991-es Formula–1 brit nagydíj
A brit nagydíj volt az 1991-es Formula–1 világbajnokság nyolcadik futama.

## Futam
Silverstone-ban, hazai pályán Mansellé lett a pole Senna, Patrese és Berger előtt. A rajt után Senna állt az élre, de Mansell hamar visszaelőzte. A rajtnál Berger hátulról nekiütközött Patresének, aki ezután a boxban feladta a versenyt, az osztrák pedig több helyezést veszített. Az élen Mansell és Senna között a különbség 4-5 másodperc körül mozgott, Alesi a 3. helyen Szuzuki lekörözésekor összeütközött a japánnal, mindketten kiestek. Senna alacsony üzemanyagszinttel próbálta utolérni Mansellt, sikertelenül. A brazil autójában emiatt az utolsó körben elfogyott az üzemanyag. Senna a levezető körben felszállt Mansell győztes autójára, így ment vissza a boxba. Berger 2., Prost 3. lett, Sennát a 4. helyen klasszifikálták.
|         | Rsz. | Versenyző          | Csapat             | Körök | Idő/Kiesések        | Rajthely | Pontok |
| ------- | ---- | ------------------ | ------------------ | ----- | ------------------- | -------- | ------ |
| 1       | 5    | Nigel Mansell      | Williams-Renault   | 59    | 1:27:35,479         | 1        | 10     |
| 2       | 2    | Gerhard Berger     | McLaren-Honda      | 59    | + 42,293            | 4        | 6      |
| 3       | 27   | Alain Prost        | Ferrari            | 59    | + 1:00,150          | 5        | 4      |
| 4       | 1    | Ayrton Senna       | McLaren-Honda      | 58    | Kifogyott üzemanyag | 2        | 3      |
| 5       | 20   | Nelson Piquet      | Benetton-Ford      | 58    | + 1 kör             | 8        | 2      |
| 6       | 32   | Bertrand Gachot    | Jordan-Ford        | 58    | + 1 kör             | 17       | 1      |
| 7       | 4    | Stefano Modena     | Tyrrell-Honda      | 58    | + 1 kör             | 10       |        |
| 8       | 3    | Nakadzsima Szatoru | Tyrrell-Honda      | 58    | + 1 kör             | 15       |        |
| 9       | 23   | Pierluigi Martini  | Minardi-Ferrari    | 58    | + 1 kör             | 23       |        |
| 10      | 21   | Emanuele Pirro     | Dallara-Judd       | 57    | + 2 kör             | 18       |        |
| 11      | 24   | Gianni Morbidelli  | Minardi-Ferrari    | 57    | + 2 kör             | 20       |        |
| 12      | 11   | Mika Häkkinen      | Lotus-Judd         | 57    | + 2 kör             | 25       |        |
| 13      | 22   | Jyrki Järvilehto   | Dallara-Judd       | 56    | + 3 kör             | 11       |        |
| 14      | 12   | Johnny Herbert     | Lotus-Judd         | 55    | Olajnyomás          | 24       |        |
| Kiesett | 8    | Mark Blundell      | Brabham-Yamaha     | 52    | Motorhiba           | 12       |        |
| Kiesett | 33   | Andrea de Cesaris  | Jordan-Ford        | 41    | Kicsúszás           | 13       |        |
| Kiesett | 28   | Jean Alesi         | Ferrari            | 31    | Ütközés             | 6        |        |
| Kiesett | 30   | Szuzuki Aguri      | Lola-Ford          | 29    | Ütközés             | 22       |        |
| Kiesett | 25   | Thierry Boutsen    | Ligier-Lamborghini | 29    | Motorhiba           | 19       |        |
| Kiesett | 7    | Martin Brundle     | Brabham-Yamaha     | 28    | Gázadagoló          | 14       |        |
| Kiesett | 9    | Michele Alboreto   | Footwork-Ford      | 25    | Erőátvitel          | 26       |        |
| Kiesett | 15   | Maurício Gugelmin  | Leyton House-Ilmor | 24    | Alváz               | 9        |        |
| Kiesett | 19   | Roberto Moreno     | Benetton-Ford      | 21    | Váltó               | 7        |        |
| Kiesett | 29   | Eric Bernard       | Lola-Ford          | 21    | Erőátvitel          | 21       |        |
| Kiesett | 16   | Ivan Capelli       | Leyton House-Ilmor | 16    | Kicsúszás           | 16       |        |
| Kiesett | 6    | Riccardo Patrese   | Williams-Renault   | 1     | Ütközés             | 3        |        |
| NK      | 26   | Érik Comas         | Ligier-Lamborghini |       |                     |          |        |
| NK      | 10   | Stefan Johansson   | Footwork-Ford      |       |                     |          |        |
| NK      | 18   | Fabrizio Barbazza  | AGS-Ford           |       |                     |          |        |
| NK      | 17   | Gabriele Tarquini  | AGS-Ford           |       |                     |          |        |
| NeK     | 14   | Olivier Grouillard | Fondmetal-Ford     |       |                     |          |        |
| NeK     | 34   | Nicola Larini      | Lambo-Lamborghini  |       |                     |          |        |
| NeK     | 35   | Eric van de Poele  | Lambo-Lamborghini  |       |                     |          |        |
| NeK     | 31   | Pedro Chaves       | Coloni-Ford        |       |                     |          |        |

## A világbajnokság állása a verseny után
| H  | Versenyzők       | Pont | H  | Konstruktőrök    | Pont |
| -- | ---------------- | ---- | -- | ---------------- | ---- |
| 1. | Ayrton Senna     | 51   | 1. | McLaren-Honda    | 67   |
| 2. | Nigel Mansell    | 33   | 2. | Williams-Renault | 55   |
| 3. | Riccardo Patrese | 22   | 3. | Ferrari          | 29   |
| 4. | Alain Prost      | 21   | 4. | Benetton-Ford    | 23   |
| 5. | Nelson Piquet    | 18   | 5. | Tyrrell-Honda    | 11   |

## Statisztikák
Vezető helyen:
- Nigel Mansell: 59 (1-59)

Nigel Mansell 18. győzelme, 15. pole-pozíciója, 21. leggyorsabb köre, 1. mesterhármasa (gy, pp, lk)
- Williams 47. győzelme.

Stefan Johansson 103-ik, utolsó versenye.